# Franck Guérin
Franck Guérin (La Roche-sur-Yon, 7 novembre 1972) è un regista e sceneggiatore francese.

## Filmografia

### Regista
- Quelques jours de trop - cortometraggio (2000)
- En ton absence - cortometraggio (2004)
- Nous, enfants d'homos - documentario TV (2004)
- Un jour d'été - film TV (2006)
- Nuisibles - cortometraggio TV (2009)
- Le big bang, mes ancêtres et moi - documentario (2009)
- La fille aux allumettes - cortometraggio (2009)
- United States of Obama - documentario TV (2010)
- One O One (2011)
- L'ADN, nos ancêtres et nous - documentario TV (2011)
- I Love Democracy - Tunisie - documentario TV (2012)

### Sceneggiatore
- Quelques jours de trop - cortometraggio, regia di Franck Guérin (2000)
- En ton absence - cortometraggio, regia di Franck Guérin (2004)
- Un jour d'été - film TV (2006)
- Nuisibles - cortometraggio TV (2009)
- Le big bang, mes ancêtres et moi - documentario, regia di Franck Guérin e Emmanuel Leconte (2009)
- La fille aux allumettes - cortometraggio, regia di Franck Guérin (2009)
- United States of Obama - documentario TV (2010)
- One O One, regia di Franck Guérin (2011)

### Direttore della fotografia
- Le big bang, mes ancêtres et moi - documentario, regia di Franck Guérin e Emmanuel Leconte (2009)
- Le bal des menteurs - documentario, regia di Daniel Leconte (2011)

### Montatore
- Le big bang, mes ancêtres et moi - documentario, regia di Franck Guérin e Emmanuel Leconte (2009)